# Ernst Kutzer (Illustrator)
Ernst Kutzer (* 10. Juni 1880 in Böhmisch Leipa, Österreich-Ungarn; † 19. März 1965 in Wien) war österreichischer Maler, Grafiker, Autor und Bilderbuchillustrator.

## Leben
Kutzer wurde als Sohn des Lohgerbers und Lederfabrikanten Josef Kutzer geboren. Sein Großvater war Bürgermeister gewesen und hatte sich durch große Volksnähe ausgezeichnet. Die Vorfahren sind nach letztem Stand belegt bis zum Land- und Burgvogt George Kutzer, der 1504 in Dobern (heute Ortsteil Dobranov von Česká Lípa) lebte. Kutzer war verheiratet und hatte zwei Söhne, Ernst und Friederich; letzterer war ebenfalls Kunstmaler.
Nach Besuch des Gymnasiums in Böhmisch Leipa zog es ihn im Jahre 1899 nach Wien. Er besuchte dort die Malschule Streblow, dann die Akademie der bildenden Künste in Wien am Schillerplatz. Sein erstes Atelier befand sich in der Apollogasse in Wien-Neubau, nahe der bekannten Mariahilfer Straße. An den Kunststudenten traten bereits im Jahr 1900 Auftraggeber aus Industrie und Wirtschaft heran. Schon in seinen ersten großen Plakatentwürfen zeigt sich seine Gabe, den unmittelbarsten Kontakt mit dem Beschauer herstellen zu können. Bald erlangte er einen gewissen Bekanntheitsgrad. Im Jahre 1909 hatte er offensichtlich an der Akademie eine besondere Stellung.
Ab 1910 begann er, Jugendbücher für den Stuttgarter Verlag Levy & Müller zu illustrieren, und entwickelte dabei seine unverwechselbaren Kinderzeichnungen.
Während des Ersten Weltkrieges war er Kriegsmaler. Weiters war er Organisator einer großen Kriegsausstellung in Lemberg. Dafür entstand auch die Mappe Ernstes und Heiteres aus dem Weltkrieg. Daneben entwarf, zeichnete und malte er zahlreiche Postkarten, die bis heute hoch im Sammlerkurs stehen.
Im Auftrag des Kölner Schokoladeproduzenten Ludwig Stollwerck entwarf Kutzer Sammelbilder für Stollwerck-Sammelalben, unter anderem die Serie Ein Wintermärchen für das Stollwerck-Sammelalbum 13 – Humor in Bild und Wort Teil 2 von 1912.
In die Jahre 1920 bis 1938 sind wohl die Höhepunkte seines Schaffens und seiner Publizität anzusiedeln mit dem Entstehen und der Herausgabe der bedeutendsten Kinderbücher, zahlreicher Fibeln, hunderter Zeitungs-, Zeitschriften- und Postkarten-Illustrationen. Ganz besonders prägend für diese Phase seiner künstlerischen Laufbahn war die Bekanntschaft mit Adolf Holst, die schon 1913 mit dem ersten gemeinsamen Buch begonnen hatte. Holst war zu dieser Zeit bereits als Verfasser von Gedichten für Kinder und lustiger Verse für Bilderbücher bekannt. Zusammen mit Ernst Kutzer bildete sich nun ein kongeniales Team, das über Jahrzehnte immer wieder neue Werke mit einprägsamen Versen und Bildern veröffentlichte. Die beiden regten sich gegenseitig an mit ihren Ideen, mal bildeten Holsts Verse den Ursprung, mal Kutzers Bildgeschichten, nur für Kenner daran ersichtlich, wessen Name an erster Stelle auf den Büchern genannt wurde. Für die jungen Leser sind sie ohnehin immer eine untrennbare inhaltliche Einheit. Nicht selten schrieb der ideenreiche Kutzer aber auch eigenhändig die Texte für seine heiteren Geschichten. 
In dieser Zeit schufen die beiden Künstler Klassiker der Kinderliteratur wie: Hans Wundersam, Der Weihnachtsstern, Hans Quack, Das goldene Tor, Fips der Ausreißer. Beide verband zeitlebens eine tiefe, familiäre Freundschaft.
Mit Anneliese Umlauf-Lamatsch verband ihn ebenfalls freundschaftliche Partnerschaft. Daraus erwuchsen Bücher wie Die Schneemänner, Putzi das Teufelchen, Die Reise ins verkehrte Land, Die neun Kegel. Für den Verlag Levy & Müller illustrierte er weiterhin viele Bücher, darunter auch die meisten von Josephine Siebes erfolgreichen Kasperle-Bänden. Von 1923 bis 1936 bebilderte er jeden Monat die Kinderbeilage zu Adolf Lusers Wiener Zeitschrift Der getreue Eckart, vierzehn Jahre lang ununterbrochen und praktisch vollständig allein – ein eindrucksvoller Beweis seiner konstanten kreativen Produktivität in diesen Jahren.
Zwischen 1926 und 1930 kam es zu einer Zusammenarbeit mit Albert Sixtus. Zu Versen von Sixtus entstanden: Im wunderbaren Puppenland, Der Dackelschutzmann, Die Zwergeisenbahn und Kikeriki.
Auch nach der Machtübergabe an die Nationalsozialisten 1933 war Kutzer in vielen Schulbüchern im Deutschen Reich vertreten. Nach dem Anschluss Österreichs 1938 entwarf Kutzer eine Werbepostkarte („der Drache ist erschlagen, der Zwerg mit der Judennase besiegt“) und ein Plakat unter dem Motto Ein Volk. Ein Reich. Ein Führer beim Wiener A. F. Göth-Verlag. Er illustrierte nun Schulbücher mit Motiven aus der nationalsozialistischen Erziehung. In der Nachkriegszeit wurden bei Neuauflagen die nationalsozialistischen Symbole aus den Grafiken entfernt und Kutzers Name als Mitautor der Schulbücher nicht mehr genannt. 
Ab 1948 „normalisierte“ sich die Lage um die Kutzerbücher. In diesen Jahren schuf er wieder Bilderbuch-Illustrationen zu Werken von Franz Karl Ginzkey, auch wieder mit Anneliese Umlauf-Lamatsch und es entstand sein in Österreich am weitesten verbreitetes Bilderbuch, Puckerl und Muckerl, zu dem Hilde Forster den Text schuf. Dieses Buch erscheint immer noch im Breitschopf Verlag, der nach dem Zweiten Weltkrieg durch seine Aufträge Kutzer und seiner Familie das Überleben mit ermöglichte. Auch in dieser Zeit waren Kutzers Fibeln und Lese- und Rechenbücher Bestandteil des Schulunterrichts. Das Esperanto-Lehrbuch ist noch heute in Gebrauch. Tier- und Pflanzenbildchen entstanden in den 1950er Jahren für die Druckerei Heller, dem Bruder des Süßwaren-Heller, der seine Bonbons in die Kutzer-Bildchen einwickelte. Sie waren beliebte Sammelobjekte. Bei diesen Aufträgen arbeitete er mit seinem Sohn Friedrich Kutzer eng zusammen. Die Serie Kostüme und Luftfahrt waren fast ausschließlich Gemeinschaftsprodukte mit seinem Sohn.